# Bloodhound Gang
«Bloodhound Gang» — американская камеди-рок-группа из Филадельфии, начинавшая с хип-хопа под влиянием «Beastie Boys» и с ростом популярности начавшая использовать в музыке элементы поп-панка и электроник-рока. Группа продала по всему миру более 6 миллионов копий альбомов.

## История

### До выпуска первого альбома
Впервые коллектив «Bloodhound Gang» заявил о себе в 1992 году как Альтернативная группа, названная «Bang Chamber 8». Группа состояла из Джимми Попа и Дэдди Лонг Легза. Ими была выпущена одна кассета с таким же названием, что и у группы. Вскоре участники изменили название на «Bloodhound Gang», а также поменяли музыкальный стиль. Новое название «Bloodhound Gang» взято из детской телепередачи 1980-х годов компании PBS «3-2-1 Contact», в которой три молодых оперативника разгадывают тайны и борются с преступностью.
Не сумев пробиться для выступлений в клубах, «Bloodhound Gang» первые выступления проводили в комнате Эвила Джареда Хасселхоффа в обмен на пиво «Schlitz», сигареты «Marlboro» и возможность получить одну из своих первых демо-кассет под названием «Just Another Demo».
В апреле 1994 года группа выпускает свою вторую демо-кассету — «The Original Motion Picture Soundtrack to Hitler’s Handicapped Helpers». Кассетой заинтересовалась компания «Cheese Factory Records», с которой в дальнейшем был заключён контракт. В ноябре 1994 года группа наконец выпустила свой первый EP (мини-альбом) «Dingleberry Haze», проданный в количестве всего ста экземпляров.
Летом 1994 года Джимми Поп снялся в небольшой роли в короткометражном фильме «The Chick That Was Naked» независимого режиссёра Курта Фицпатрика. Также одна из песен группы использовалась в качестве саундтрека к фильму.
В 1996 году группу пригласили в Германию на один из крупнейших рок-фестивалей «Rock am Ring».

### «Use Your Fingers»
В марте 1995 года «Bloodhound Gang» подписали новый контракт с «Columbia Records» и выпустили свой первый полный альбом под названием «Use Your Fingers». У группы началось турне по Соединенным Штатам, но, для формирования новой рэп-группы Wolfpac, команду покидают Дэдди Лонг Легз и M.S.G. В качестве замены к группе присоединяются басист Эвил Джаред Хасселхофф и диджей Tard-E-Tard. После окончания турне контракт с «Columbia Records» был расторгнут, и из группы ушли барабанщик Скип Опоттумас и Tard-E-Tard.
Им на замену пришли ударник Спанки Джи и диджей Кю-Болл.

### «One Fierce Beer Coaster»
В марте 1996 года группа в новом составе записала свой второй полный альбом, «One Fierce Beer Coaster», впервые выпущенный на студии их первого лейбла «Cheese Factory Records» (теперь именуемого «Republic Records») и переизданный «Geffen Records» в 1998 году без двух треков. Они начали свой первый «реальный тур» по Соединенным Штатам, Европе и Австралии. Альбом содержал сингл «Fire Water Burn», ставший лидером многих чартов. В 2004 году песня стала саундтреком к фильму «Фаренгейт 9/11» вследствие того, что была популярной среди военнослужащих США в Ираке. Летом 1996 года Джимми Поп Али сыграл роль второго плана в фильме «Kin» режиссёра Курта Фицпатрика. Несколько композиций группы были использованы для звуковой дорожки к фильму.

### «Hooray for Boobies»
29 февраля 2000 года группа выпустила свой третий альбом, «Hooray for Boobies». Этот альбом был записан в Калифорнии, куда переехали группа и их инженер. Альбом был записан частично в Лос-Анджелесе, где группа арендовала студию звукозаписи. «Bloodhound Gang» начали ещё два тура по Европе, где их популярность резко возросла (песня «The Bad Touch» стала #1 в Германии, а песня «Along Comes Mary» попала в Toп 10 в Германии). Группа вернулась после продажи более пяти миллионов альбомов.
В 2003 году группа выпустила DVD, озаглавленный «One Fierce Beer Coaster», в котором рассказывается об их одноимённом туре 1997 года.

### «Hefty Fine»
Новый альбом группы, «Hefty Fine», был выпущен 27 сентября 2005 года. Название (рус. «Здоровенный штраф») возникло после того, как Джаред Хассельхофф был оштрафован на $ 10000 в ходе съёмок шоу «Viva la Bam» для MTV (эпизод «The Scavenger Hunt»). Джимми заявил, что Джаред был арестован после попытки помочиться с крыши парковки в бумажный стаканчик, который держал Джимми. Оригинальное название CD, «Heavy Flow», было пересмотрено, когда стало известно, что у музыканта Moby уже существует песня с таким названием. Первый сингл, «Foxtrot Uniform Charlie Kilo», получил ротацию на музыкальных каналах. Несмотря на то, что трек «No Hard Feelings» попал в Modern Rock Top 50, второй сингл «UHN Tiss UHN Tiss UHN Tiss» ограниченно транслировался только на нескольких музыкальных радиоканалах.
В 2006 году группа объявила кампанию по замене гимна штата Пенсильвания на их собственную песню «Pennsylvania» с альбома. Кампания имела исключительно рекламный характер.

### «Screwing You on the Beach at Night»
В 2007 году группа записала сингл «Screwing You on the Beach at Night». Впервые он появился на iTunes 17 июля 2007 года, а позже вышел как сингловый альбом на CD. Так же он был представлен в сборнике «Viva La Bands: Volume 2», выпущенном 4 сентября 2007 года.
В сингл вошли 2 композиции — «Screwing You on the Beach at Night» и «Screwing You on the Beach at Night» (Cape May I Remix).

### «Show Us Your Hits»
3 декабря 2010 года группа выпустила новый сборник песен «Show Us Your Hits», который, кроме старых популярных песен («I Hope You Die», «Fire Water Burn»), включает 2 новых песни — «Altogether Ooky» и «Disco Pogo». Диск выпущен в преддверии планируемого нового альбома «Fishin' For Hookers». 8 августа 2014 года на Youtube канале был выложен новый трек «Chew Toy», а чуть позже и его ремикс. Через 2 месяца, 20 октября вышел трек «American Bitches». 23 февраля 2015 года появился сингл «Dimes» и его ремикс. 11 мая вышел трек «Clean Up In Aslie Sexy» и 3 ремикса на этот трек.

### «Hard-off»
В 2015 году вышел новый альбом «Hard-off», который можно приобрести на официальном сайте.
4 марта 2017 года в интервью немецкого сайта KinKats Хасселхофф заявил о том, что Bloodhound Gang соберутся снова только в том случае, если президент Дональд Трамп покинет свой пост.
В 2023 году Джимми Поп на своей странице в Твиттере сообщил, что группа никогда не распадалась и работает над новым материалом, заодно намекнув, что некоторые песни могут выйти в рамках его сольного проекта.

## Скандальные выходки
Группа известна своими провокационными, шокирующими и хулиганскими выходками.
Среди наиболее частых шокирующих выходок солиста Джимми Попа и басиста Джареда Хасселхоффа являются: рвота, мочеиспускание, мастурбация, нетрадиционное питьё алкоголя, осквернение флагов различных стран, демонстрация оголённых частей тела, оскорбительные высказывания.
Так, например, Джаред, выпив стакан пива, провоцирует рвотный рефлекс обратно в стакан, далее полученную массу выпивает он сам или солист Джимми. Басист привязывает к пенису музыкальные колонки и передвигает их по сцене.
Во время исполнения песни «Yummy Down On This» на концертах Джимми Поп после второго припева сует в рот микрофон, вызывая тем самым у себя рвотный рефлекс.
В 2006 году на фестивале «MTV Campus Invasion» басист Джаред Хасселхофф достал перед изумлённой толпой зрителей свой пенис и начал мочиться прямо на лицо солиста Джимми Попа, затем Джимми снял кепку и Джаред помочился в неё, после чего солист вновь надел её на себя.
Во время концерта в Одессе 31 июля 2013 года в клубе «Ибица» бас-гитарист Джаред Хасселхофф со словами «Не рассказывайте об этом Путину» засунул флаг России в трусы, вытащил с обратной стороны и бросил в толпу.
Инцидент вызвал резонанс в обществе, о нём написал ряд российских массовых изданий, тем более, что 2 августа группа должна была выступать на рок-фестивале Kubana в Краснодарском крае. Член Общественной палаты РФ Антон Коробков-Землянский потребовал возбудить против участников группы уголовное дело, после чего министр культуры РФ Владимир Мединский в резком тоне высказался о коллективе в своём твиттере и сообщил о том, что концерт в России отменяется, а депутат Госдумы Роберт Шлегель призвал не пускать музыкантов на территорию страны. Примечательно, что за день до этого на концерте в Киеве басист группы совершил действия, истолкованные некоторыми как «обоссал флаг Украины»(официальное заявление об этом последовало вслед за российским обвинением, и многими расценивается как «резонансное» обвинение вслед за российским), после чего милиция возбудила уголовное дело за надругательство над государственными символами страны, а украинские хакеры заблокировали веб-сайт группы. Через неделю после инцидента было открыто уголовное производство по статье 296 УК Украины (хулиганство) в связи с осквернением и российского флага.
Впоследствии независимые СМИ опубликовали свидетельства того, что в Киеве музыкант Bloodhound Gang не осквернял украинский флаг и то, что он изображал на сцене, не имело никакого отношения к мочеиспусканию. Неправильное восприятие произошедшего связано с тем, что изначально был опубликован слишком короткий видеоролик, из которого нельзя было сделать правильный вывод о сути перфоманса басиста. При этом факт осквернения российского флага в Одессе под сомнение не ставился.
3 августа 2013 в Анапе молодёжные активисты закидали участников группы яйцами и помидорами в гостинице, из которой им пришлось бежать в аэропорт через чёрный ход, причём эти действия публично одобрил губернатор края Александр Ткачёв. В этот же день на Bloodhound Gang в аэропорту напала группа мужчин: в бизнес-зале двое местных казаков попытались их избить, однако полиция разняла дерущихся. По факту нападения уголовное дело против казаков, которые, по утверждению правоохранителей, не были найдены, не заводилось из-за отсутствия состава преступления. Примечательно, что, судя по опубликованному каналом Russia Today видео с места событий, нападавшими в отместку был также осквернён американский флаг, которым они изначально собирались душить Джареда.
В итоге, 9 сентября 2013 года СК РФ завел дело за надругательство над государственным символом. Кроме того, Bloodhound Gang на пять лет запретили въезд на территорию России, а их песни и клипы были на долгое время убраны из ротации крупнейших радиостанций и музыкальных телеканалов.
Стоит отметить, что группа довольно часто производит на своих концертах действия, оскверняющие флаги различных стран, и это является частью концертного шоу. Так, например, в 2013 году на концерте в Амстердаме Джаред Хасселхофф полностью разделся на сцене, и перед зрителями предстал его пенис с привязанным к нему флагом Нидерландов.

## Состав

### Текущий состав
- Джимми Поп (Джеймс Фрэнкс) — вокал, соло- (до 1993 года), ритм-гитара;
- Эвил Джаред Хасселхофф (Джаред Хенеган) — бас-гитара, бэк-вокал;
- Кю-Болл (Харри Дин) — диджеинг, клавишные, синтезатор, семплы, программирование, бэк-вокал;
- The Yin (Адам Перри) — ударные, перкуссия, бэк-вокал;
- Дэниел Картер — соло-гитара;

### Бывшие участники
- Дэдди Лонг Легз — вокал, бас-гитара (1988—1995)
- Бубба К. Лав — диджеинг, вокал (1992—1993)
- Фуф — ударные, вокал (1992)
- Скип Опоттумас — ударные (1992—1995)
- Люпус Тандер — диджеинг (1992—1994), соло-гитара (1994—2008)
- M.S.G. — диджеинг (1994—1995)
- Tard-E-Tard — диджеинг (1995)
- Спанки Джи — ударные (1995—1999)
- Willie The New Guy — ударные (1999—2006)

## Дискография

### Студийные альбомы
| Название                | Детали                                                                                       | Максимальные позиции | Максимальные позиции | Максимальные позиции | Максимальные позиции | Максимальные позиции | Максимальные позиции | Максимальные позиции | Максимальные позиции | Максимальные позиции | Максимальные позиции | Сертификаты |
| Название                | Детали                                                                                       | US                   | AUS                  | AUT                  | CAN                  | GER                  | NLD                  | NZ                   | SWE                  | SWI                  | UK                   | Сертификаты |
| ----------------------- | -------------------------------------------------------------------------------------------- | -------------------- | -------------------- | -------------------- | -------------------- | -------------------- | -------------------- | -------------------- | -------------------- | -------------------- | -------------------- | --- |
| Use Your Fingers        | - Released: July 18, 1995 (US) - Label: Columbia Records - Formats: CD, cassette, LP         | —                    | —                    | —                    | —                    | —                    | —                    | —                    | —                    | —                    | 185                  | |
| One Fierce Beer Coaster | - Released: December 3, 1996 (US) - Label: Geffen Records - Formats: CD, cassette, LP        | 57                   | 71                   | 11                   | —                    | 14                   | 18                   | 3                    | 20                   | —                    | 150                  | - RIAA: Gold |
| Hooray for Boobies      | - Released: February 29, 2000 - Label: Interscope Records - Formats: CD, cassette, LP        | 14                   | 38                   | 1                    | 6                    | 1                    | 58                   | 5                    | 19                   | 2                    | 37                   | - RIAA: Platinum - ARIA: Gold - BPI: Gold - BVMI: Platinum - IFPI AUT: Platinum - IFPI SWE: Gold - IFPI SWI: Platinum - MC: Platinum - RMNZ: Gold |
| Hefty Fine              | - Released: September 27, 2005 - Label: Geffen Records - Format: CD, LP, digital download    | 24                   | 32                   | 4                    | —                    | 7                    | 75                   | 36                   | 26                   | 24                   | 109                  | - BVMI: Gold - IFPI AUT: Gold |
| Hard-Off                | - Released: December 18, 2015 - Label: Interscope Records - Format: CD, LP, digital download | —                    | —                    | —                    | —                    | —                    | —                    | —                    | —                    | —                    | —                    | |

### Сборники
| Название          | Детали                                                                             | Максимальные позиции в чартах |
| Название          | Детали                                                                             | GER                           |
| ----------------- | ---------------------------------------------------------------------------------- | ----------------------------- |
| Playlist Your Way | - Released: February 24, 2009 (US) - Label: Geffen - Formats: CD, digital download | —                             |
| Show Us Your Hits | - Released: December 21, 2010 (US) - Label: Geffen - Formats: CD, digital download | 96                            |

### Видео альбомы
| Название            | Детали                                                         |
| ------------------- | -------------------------------------------------------------- |
| One Fierce Beer Run | - Released: August 12, 2003 (US) - Label: Geffen - Format: DVD |

### Демо
| Название                                                               | Детали |
| ---------------------------------------------------------------------- | --- |
| Bang Chamber 8                                                         | - Released: 1990 - Label: none (self-released) - Formats: Cassette - Released before the name-change to the Bloodhound Gang. The music on this album is synth-pop which has no connection, lyrically or otherwise, to the modern sound of the Gang. |
| Just Another Demo                                                      | - Released: 1993 - Label: none (self-released) - Formats: Cassette |
| The Original Motion Picture Soundtrack to Hitler’s Handicapped Helpers | - Released: April 1, 1994 - Label: none (self-released) - Formats: Cassette |

## EP
| Название                  | Детали                                                                                                |
| ------------------------- | --- |
| Dingleberry Haze          | - Released: October 17, 1994 (US) - Label: Cheese Factory - Formats: CD, cassette, LP                 |
| One Censored Beer Coaster | - Released: December 3, 1996 (US) - Label: Jimmy Franks Recording Company - Formats: CD, cassette, LP |

## Синглы
| Название                                        | Год  | Максимальные позиции в чартах | Максимальные позиции в чартах | Максимальные позиции в чартах | Максимальные позиции в чартах | Максимальные позиции в чартах | Максимальные позиции в чартах | Максимальные позиции в чартах | Максимальные позиции в чартах | Максимальные позиции в чартах | Максимальные позиции в чартах | Сертификаты | Альбом                  |
| Название                                        | Год  | US                            | US Alt.                       | AUS                           | AUT                           | GER                           | NLD                           | NZ                            | SWE                           | SWI                           | UK                            | Сертификаты | Альбом                  |
| ----------------------------------------------- | ---- | ----------------------------- | ----------------------------- | ----------------------------- | ----------------------------- | ----------------------------- | ----------------------------- | ----------------------------- | ----------------------------- | ----------------------------- | ----------------------------- | --- | ----------------------- |
| «Mama Say»                                      | 1995 | —                             | —                             | —                             | —                             | —                             | —                             | —                             | —                             | —                             | —                             | | Use Your Fingers        |
| «Fire Water Burn»                               | 1997 | —                             | 18                            | 13                            | —                             | —                             | 7                             | 6                             | 6                             | —                             | —                             | - ARIA: Gold - IFPI SWE: Platinum                                                                                    | One Fierce Beer Coaster |
| «I Wish I Was Queer So I Could Get Chicks»      | 1997 | —                             | —                             | —                             | —                             | —                             | —                             | 32                            | —                             | —                             | —                             | | One Fierce Beer Coaster |
| «Why’s Everybody Always Pickin' on Me?»         | 1997 | —                             | —                             | 64                            | —                             | —                             | 85                            | 7                             | —                             | —                             | 56                            | | One Fierce Beer Coaster |
| «Along Comes Mary»                              | 1999 | —                             | —                             | —                             | 5                             | 6                             | —                             | —                             | —                             | 13                            | —                             | - BVMI: Gold - IFPI AUT: Gold                                                                                        | Hooray for Boobies      |
| «The Bad Touch»                                 | 1999 | 52                            | 6                             | 5                             | 3                             | 1                             | 19                            | 4                             | 1                             | 4                             | 4                             | - ARIA: Platinum - BPI: Platinum - BVMI: Gold - IFPI AUT: Gold - IFPI SWE: 2× Platinum - IFPI SWI: Gold - RMNZ: Gold | Hooray for Boobies      |
| «The Ballad of Chasey Lain»                     | 2000 | —                             | —                             | 68                            | 11                            | 12                            | 71                            | —                             | 35                            | 23                            | 15                            | | Hooray for Boobies      |
| «Mope»                                          | 2000 | —                             | —                             | —                             | —                             | 34                            | —                             | —                             | 56                            | 77                            | —                             | | Hooray for Boobies      |
| «The Inevitable Return of the Great White Dope» | 2000 | —                             | —                             | 70                            | 37                            | 35                            | —                             | —                             | —                             | 55                            | —                             | | Hooray for Boobies      |
| «Foxtrot Uniform Charlie Kilo»                  | 2005 | —                             | —                             | 25                            | 10                            | 15                            | 90                            | —                             | —                             | 47                            | 47                            | | Hefty Fine              |
| «Uhn Tiss Uhn Tiss Uhn Tiss»                    | 2005 | —                             | —                             | 46                            | 10                            | 15                            | 25                            | —                             | —                             | 76                            | —                             | | Hefty Fine              |
| «No Hard Feelings»                              | 2006 | —                             | —                             | —                             | —                             | —                             | —                             | —                             | —                             | —                             | —                             | | Hefty Fine              |
| «Screwing You On the Beach At Night»            | 2007 | —                             | —                             | —                             | 59                            | 33                            | —                             | —                             | —                             | —                             | —                             | | Non-album single        |
| «Weekend!»                                      | 2008 | —                             | —                             | —                             | —                             | —                             | —                             | —                             | —                             | —                             | —                             | | Hands on Scooter        |
| «Altogether Ooky»                               | 2010 | —                             | —                             | —                             | —                             | —                             | —                             | —                             | —                             | —                             | —                             | | Non-album single        |
| «Chew Toy»                                      | 2014 | —                             | —                             | —                             | —                             | —                             | —                             | —                             | —                             | —                             | —                             | | Hard-Off                |

## Другие песни
- 1996 — «It’s Tricky» — кавер версия песни «Run-D.M.C.». Вошла в альбом «One Fierce Beer Coaster», позже выпущена на сборнике «Take a Bite Outta Rhyme: A Rock Tribute to Rap[англ.]».
- 2001 — «Jackass» — песня написана для сериала «Чудаки», также звучала в фильмах «Американский пирог 2», и «Джей и Молчаливый Боб наносят ответный удар». В качестве бонус трека вошла в альбом «Hefty Fine».
- 2008 — «Weekend!» — песня с альбома «Jumping All Over The World — Whatever You Want» группы «Scooter». Была выпущена на трибьют альбоме «Hands on Scooter[англ.]».
- 2014 — «Anacondaz» — «К твоему дому» — трибьют группы Bloodhound Gang «Altogether Ooky».

Также группа исполняла на своих концертах кавер версии песен известных групп и исполнителей, среди которых: Мэрилин Мэнсон, «The Prodigy», «O-Zone» и другие.

## Клипы
| Название                                         | Год  | Режиссёр                         |
| ------------------------------------------------ | ---- | -------------------------------- |
| «Mama Say»                                       | 1995 | Michael Alperowitz               |
| «Fire Water Burn»                                | 1997 | Michael Alperowitz               |
| «Kiss Me Where It Smells Funny»                  | 1997 | Michael Alperowitz               |
| «Why’s Everybody Always Pickin' on Me?»          | 1997 | Michael Alperowitz, Brian Agnew  |
| «Along Comes Mary»                               | 1999 | Michael Alperowitz               |
| «The Bad Touch»                                  | 1999 | Richard Reines, Stefanie Reines  |
| «The Ballad of Chasey Lain»                      | 2000 | Michael Alperowitz               |
| «Mope»                                           | 2000 | Michael Alperowitz               |
| «Hell Yeah»                                      |      | Michael Alperowitz               |
| «The Inevitable Return of the Great White Dope»  | 2001 |                                  |
| «Foxtrot Uniform Charlie Kilo»                   | 2005 | Marc Klasfeld, Max Goldman       |
| «Uhn Tiss Uhn Tiss Uhn Tiss»                     | 2005 | Michael Alperowitz, Kevin Powers |
| «Screwing You on the Beach at Night» (Version 1) | 2007 |                                  |
| «Screwing You on the Beach at Night» (Version 2) | 2010 |                                  |
| «Altogether Ooky»                                | 2010 |                                  |

## Награды и номинации
| Год  | Премия                       | Работа                      | Категория                         | Результат |
| ---- | ---------------------------- | --------------------------- | --------------------------------- | --------- |
| 1997 | GAFFA Awards                 |                             | Новое иностранное имя года        | Победа    |
| 1999 | Rockbjornen                  | «The Bad Touch»             | Лучшая международная песня        | Победа    |
| 2000 | ECHO Awards                  |                             | Лучшая международная новинка      | Победа    |
| 2000 | ECHO Awards                  | Лучшая международная группа | Номинация                         |           |
| 2000 | Viva Comet Awards            | Лучшее живое выступление    | Победа                            |           |
| 2000 | Viva Comet Awards            | Лучший рок концерт          | Победа                            |           |
| 2000 | Viva Comet Awards            | Viva Zwei Audience Award    | Номинация                         |           |
| 2000 | Q Awards                     | «The Bad Touch»             | Лучшее видео                      | Номинация |
| 2000 | Billboard Music Video Awards | «The Bad Touch»             | Поп-клип года                     | Номинация |
| 2001 | Meteor Music Awards          | «The Bad Touch»             | Лучший международной сингл группы | Победа    |